# Mémorial du Canada
Le Mémorial du Canada est un monument commémoratif installé à Green Park à Londres. Il a été inauguré le 3 juin 1994 en présence de dignitaires du Canada et du Royaume-Uni dont la reine Élisabeth II. Le monument est l'œuvre du sculpteur canadien Pierre Granche.

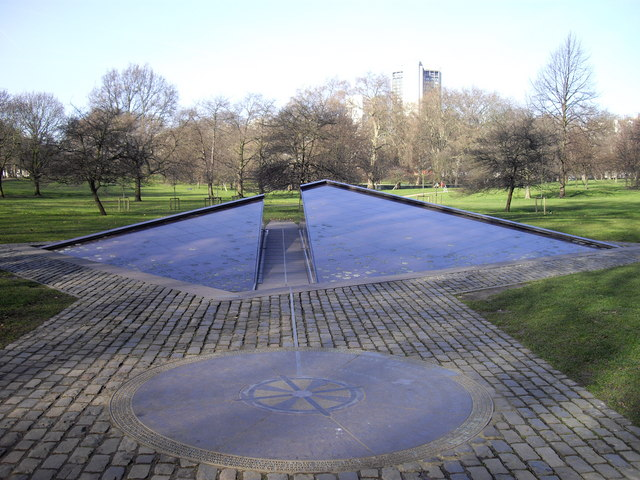
Mémorial du Canada à Green Park à Londres, œuvre de Pierre Granche

## Description
Le mémorial a pour but de souligner l'effort de guerre de près d'un million de Canadiens et de Terre-Neuviens qui ont servi au Royaume-Uni durant la Première et Seconde Guerre mondiale. Il honore tout particulièrement la mémoire des 100 000 personnes qui y ont laissé leur vie.
Le monument lui-même est formé de deux trapèzes inclinés, fabriqués en granit rouge provenant du Bouclier canadien. Des feuilles d'érable en bronze, symboles du drapeau canadien, sont incrustées à sa surface. Sous l'effet de l'eau qui s'écoule sur le monument, les feuilles semblent balayées par le vent et glisser à la surface d'un ruisseau. La couleur des feuilles passe graduellement de brun foncé à un vert éclatant, couleur du printemps et de la régénération.
Les deux sections du monument symbolisent la participation côte à côte de la Grande-Bretagne et du Canada aux deux guerres mondiales. Au centre, devant le monument, une rose des vents sur le pavé est orientée vers Halifax, en Nouvelle-Écosse, d'où sont partis la plupart des contingents canadiens.
Entre les deux sections, on retrouve l'inscription suivante : In two world wars one million Canadians came to Britain and joined the fight for freedom. From danger shared, our friendship prospers
Le mémorial a fait l'objet d'un concours qui a été remporté par Pierre Granche.